# La Roue du temps (jeu vidéo)
Pour les articles homonymes, voir La Roue du temps.
La Roue du temps est un jeu vidéo de tir en vue à la première personne développé par Legend Entertainment et publié sur PC par GT Interactive le 31 octobre 1999. Le jeu se déroule dans un univers médiéval-fantastique basé sur l’univers de la série de romans La Roue du temps écrits par l'écrivain américain Robert Jordan. Le joueur y incarne Elayna Sedai, une sorcière Aes Sedaï, chargé par la mère supérieur de son ordre de retrouver l’homme ayant attaqué un sanctuaire voué à la recherche du savoir. Pour cela, le joueur doit explorer différents environnement remplis d’ennemis qu’il combat à l’aide d’une panoplie de sorts offensifs et défensifs.

## Accueil
| La Roue du temps |      |       |
| Média            | Nat. | Notes |
| GameRevolution   | US   | B+    |
| GameSpot         | US   | 87%   |
| Gen4             | FR   | 3/5   |
| IGN              | US   | 73%   |
| Joystick         | FR   | 88 %  |